# Trebujena
Trebujena (bis 1857 Trebugena geschrieben) ist eine Stadt in der spanischen Region Andalusien nahe der Costa de la Luz. Sie liegt ca. 20 km nördlich von Jerez de la Frontera.

## Persönlichkeiten
- Juan José Lobato (* 1988), spanischer Straßenradrennfahrer

## Sonstiges
Steven Spielberg drehte 1986 in Trebujera Szenen für Das Reich der Sonne.